# Hosín
Hosín – wieś i gmina w Czechach, w powiecie Czeskie Budziejowice, w kraju południowoczeskim. Według danych z dnia 1 stycznia 2014 liczyła 784 mieszkańców.
W miejscowości jest przystanek kolejowy Hosín.